# Pristimantis ruidus
Pristimantis ruidus es una especie de anfibio anuro de la familia Craugastoridae.

## Distribución
Esta especie es endémica de la provincia de Azuay en Ecuador. Habita en Molleturo a unos 2317 m de altitud en la vertiente occidental de la Cordillera Occidental.

## Descripción
Los machos miden de 25.8 a 31.1 mm y las hembras de 37.1 a 39.8 mm.

## Publicación original
- Lynch, 1979 : Leptodactylid frogs of the genus Eleutherodactylus from the Andes of southern Ecuador. Miscellaneous Publication, Museum of Natural History, University of Kansas, n.º 66, p. 1-62[5]